# Quirinus
Denna sida handlar om den romerska guden. För ståthållaren omtalad i Bibeln se Publius Sulpicius Quirinius
Quirinus var i romersk mytologi en gud, gift med Hersilia. 

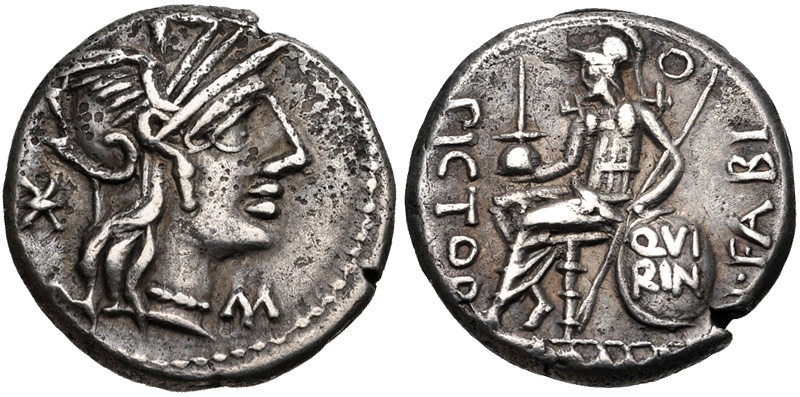
Denarius från 126 f.v.t.; t.h. flamen Quirinalis med QVIRIN skrivet på skölden.

Ursprungligen var han förmodligen en sabinsk gud och hade ett altare på Collis Quirinalis (Quirinalen), en av Roms sju kullar. Quirinus blev således en av det romerska rikets viktigaste gudar och 
associerades med den förgudade Romulus samt var en av gudarna i triaden Jupiter-Mars-Quirinus.
Quirinus framträder i konsten som en skäggig man iklädd religiös och militär klädnad och associeras ibland med myrtenväxten eller spelt.
Quirinus festival var Quirinalen, Quirinalia, som firades 17 februari.
Alternativa stavningar: Curinus, Corinus, Querinus, Queirinus eller QVIRINO